# SA-105
La SA-105 es una carretera perteneciente a la Red Complementaria Preferente de la Junta de Castilla y León, que discurre por la provincia de Salamanca entre la localidad de Peñaranda de Bracamonte y el Límite de la Provincia de Ávila en la provincia de Salamanca.
También pasa por las localidades de Macotera, Santiago de la Puebla y Alaraz.

## Recorrido
La carretera SA-105 tiene su origen en Peñaranda de Bracamonte en la intersección con la carretera N-501A, y termina en el Límite de la Provincia de Ávila, continuando por la carretera AV-105 en el término municipal de Alaraz formando parte de la Red de carreteras de Salamanca.
| Peñaranda de Bracamonte (Intersección con ) - Límite de la Provincia de Ávila (Continuación por ) | Peñaranda de Bracamonte (Intersección con ) - Límite de la Provincia de Ávila (Continuación por ) | Peñaranda de Bracamonte (Intersección con ) - Límite de la Provincia de Ávila (Continuación por ) | Peñaranda de Bracamonte (Intersección con ) - Límite de la Provincia de Ávila (Continuación por ) | Peñaranda de Bracamonte (Intersección con ) - Límite de la Provincia de Ávila (Continuación por ) | Peñaranda de Bracamonte (Intersección con ) - Límite de la Provincia de Ávila (Continuación por ) | Peñaranda de Bracamonte (Intersección con ) - Límite de la Provincia de Ávila (Continuación por ) | Peñaranda de Bracamonte (Intersección con ) - Límite de la Provincia de Ávila (Continuación por ) | Peñaranda de Bracamonte (Intersección con ) - Límite de la Provincia de Ávila (Continuación por ) | Peñaranda de Bracamonte (Intersección con ) - Límite de la Provincia de Ávila (Continuación por ) | Peñaranda de Bracamonte (Intersección con ) - Límite de la Provincia de Ávila (Continuación por ) |
| Esquema                                                                                           | PK                                                                                                | Sentido Límite de la Provincia de Ávila                                                           | Sentido Límite de la Provincia de Ávila                                                           | Sentido Límite de la Provincia de Ávila                                                           | Sentido Límite de la Provincia de Ávila                                                           | Sentido Peñaranda de Bracamonte                                                                   | Sentido Peñaranda de Bracamonte                                                                   | Sentido Peñaranda de Bracamonte                                                                   | Sentido Peñaranda de Bracamonte                                                                   | Incidencias                                                                                       |
| Esquema                                                                                           | PK                                                                                                | Velocidad                                                                                         | Elemento                                                                                          | Salida                                                                                            | Salida                                                                                            | Salida                                                                                            | Salida                                                                                            | Elemento                                                                                          | Velocidad                                                                                         | Incidencias                                                                                       |
| Esquema                                                                                           | PK                                                                                                | Velocidad                                                                                         | Elemento                                                                                          | Dir.                                                                                              | Nombre                                                                                            | Nombre                                                                                            | Dir.                                                                                              | Elemento                                                                                          | Velocidad                                                                                         | Incidencias                                                                                       |
| ------------------------------------------------------------------------------------------------- | ------------------------------------------------------------------------------------------------- | ------------------------------------------------------------------------------------------------- | ------------------------------------------------------------------------------------------------- | ------------------------------------------------------------------------------------------------- | ------------------------------------------------------------------------------------------------- | ------------------------------------------------------------------------------------------------- | ------------------------------------------------------------------------------------------------- | ------------------------------------------------------------------------------------------------- | ------------------------------------------------------------------------------------------------- | ------------------------------------------------------------------------------------------------- |
|                                                                                                   | 0,0                                                                                               |                                                                                                   |                                                                                                   | Cantaracillo                                                                                      | Cantaracillo                                                                                      | Cantaracillo                                                                                      |                                                                                                   |                                                                                                   |                                                                                                   |                                                                                                   |
| Salamanca Medina del Campo                                                                        | 0,0                                                                                               |                                                                                                   |                                                                                                   |                                                                                                   |                                                                                                   |                                                                                                   |                                                                                                   |                                                                                                   |                                                                                                   |                                                                                                   |
|                                                                                                   | 0,3                                                                                               |                                                                                                   |                                                                                                   | PEÑARANDA DE BRACAMONTE                                                                           | PEÑARANDA DE BRACAMONTE                                                                           | PEÑARANDA DE BRACAMONTE                                                                           | PEÑARANDA DE BRACAMONTE                                                                           |                                                                                                   |                                                                                                   |                                                                                                   |
|                                                                                                   | 0,6                                                                                               |                                                                                                   |                                                                                                   | FF.CC. Ávila - Salamanca                                                                          | FF.CC. Ávila - Salamanca                                                                          | FF.CC. Ávila - Salamanca                                                                          | FF.CC. Ávila - Salamanca                                                                          |                                                                                                   |                                                                                                   |                                                                                                   |
|                                                                                                   | 0,8                                                                                               |                                                                                                   |                                                                                                   |                                                                                                   | Alba de Tormes                                                                                    | Alba de Tormes                                                                                    |                                                                                                   |                                                                                                   |                                                                                                   |                                                                                                   |
|                                                                                                   | 0,8                                                                                               | Peñaranda de Bracamonte                                                                           |                                                                                                   |                                                                                                   |                                                                                                   |                                                                                                   |                                                                                                   |                                                                                                   |                                                                                                   |                                                                                                   |
|                                                                                                   | 0,8                                                                                               | Macotera Piedrahíta                                                                               |                                                                                                   |                                                                                                   |                                                                                                   |                                                                                                   |                                                                                                   |                                                                                                   |                                                                                                   |                                                                                                   |
|                                                                                                   | 10,1                                                                                              |                                                                                                   |                                                                                                   | Anaya de Alba Valdecarros                                                                         | Anaya de Alba Valdecarros                                                                         | Anaya de Alba Valdecarros                                                                         | Anaya de Alba Valdecarros                                                                         |                                                                                                   |                                                                                                   |                                                                                                   |
|                                                                                                   | 10,2                                                                                              |                                                                                                   |                                                                                                   | MACOTERA                                                                                          | MACOTERA                                                                                          | MACOTERA                                                                                          | MACOTERA                                                                                          |                                                                                                   |                                                                                                   |                                                                                                   |
|                                                                                                   | 10,7                                                                                              |                                                                                                   |                                                                                                   | Salmoral                                                                                          | Salmoral                                                                                          | Salmoral                                                                                          | Salmoral                                                                                          |                                                                                                   |                                                                                                   |                                                                                                   |
|                                                                                                   | 11,0                                                                                              |                                                                                                   |                                                                                                   | MACOTERA                                                                                          | MACOTERA                                                                                          | MACOTERA                                                                                          | MACOTERA                                                                                          |                                                                                                   |                                                                                                   |                                                                                                   |
|                                                                                                   | 13,6                                                                                              |                                                                                                   |                                                                                                   | Santiago de la Puebla                                                                             | Santiago de la Puebla                                                                             | Santiago de la Puebla                                                                             | Santiago de la Puebla                                                                             |                                                                                                   |                                                                                                   |                                                                                                   |
|                                                                                                   | 13,8                                                                                              |                                                                                                   |                                                                                                   | Río Margañán                                                                                      | Río Margañán                                                                                      | Río Margañán                                                                                      | Río Margañán                                                                                      |                                                                                                   |                                                                                                   |                                                                                                   |
|                                                                                                   | 13,9                                                                                              |                                                                                                   |                                                                                                   | SANTIAGO DE LA PUEBLA                                                                             | SANTIAGO DE LA PUEBLA                                                                             | SANTIAGO DE LA PUEBLA                                                                             | SANTIAGO DE LA PUEBLA                                                                             |                                                                                                   |                                                                                                   |                                                                                                   |
|                                                                                                   | 14,2                                                                                              |                                                                                                   |                                                                                                   | SANTIAGO DE LA PUEBLA                                                                             | SANTIAGO DE LA PUEBLA                                                                             | SANTIAGO DE LA PUEBLA                                                                             | SANTIAGO DE LA PUEBLA                                                                             |                                                                                                   |                                                                                                   |                                                                                                   |
|                                                                                                   | 19,5                                                                                              |                                                                                                   |                                                                                                   | ALARAZ                                                                                            | ALARAZ                                                                                            | ALARAZ                                                                                            | ALARAZ                                                                                            |                                                                                                   |                                                                                                   |                                                                                                   |
|                                                                                                   | 19,6                                                                                              |                                                                                                   |                                                                                                   | Pedraza de Alba Alba de Tormes                                                                    | Pedraza de Alba Alba de Tormes                                                                    | Pedraza de Alba Alba de Tormes                                                                    | Pedraza de Alba Alba de Tormes                                                                    |                                                                                                   |                                                                                                   |                                                                                                   |
|                                                                                                   | 20,0                                                                                              |                                                                                                   |                                                                                                   | Malpartida                                                                                        | Malpartida                                                                                        | Malpartida                                                                                        | Malpartida                                                                                        |                                                                                                   |                                                                                                   |                                                                                                   |
|                                                                                                   | 20,1                                                                                              |                                                                                                   |                                                                                                   | ALARAZ                                                                                            | ALARAZ                                                                                            | ALARAZ                                                                                            | ALARAZ                                                                                            |                                                                                                   |                                                                                                   |                                                                                                   |
|                                                                                                   | 23,005                                                                                            |                                                                                                   |                                                                                                   | Piedrahíta                                                                                        | Piedrahíta                                                                                        | Piedrahíta                                                                                        | Piedrahíta                                                                                        |                                                                                                   |                                                                                                   |                                                                                                   |